# Ludwig Reinhold
Christian Ludwig Reinhold (* 7. Oktober 1831 in Fraureuth; † 18. November 1932 in Pohlitz) war ein deutscher Gutsbesitzer und Politiker.

## Leben
Reinhold war der Sohn des Gutsbesitzers Johann David Reinhold in Fraureuth und dessen Ehefrau Johanne Sophie geborene Singer aus Fraureuth. Er war evangelisch-lutherischer Konfession und heiratete am 28. Mai 1855 in Pohlitz Friederike Wilhelmine Dietel (* 17. Juli 1827 in Pohlitz; † 15. April 1884 ebenda), die Tochter des Gutsbesitzers Johann Georg Dietel. Heinrich Reinhold ist ein Bruder.
Reinhold lebte als Gutsbesitzer in Pohlitz. Vom 17. Dezember 1900 bis zum 23. März 1905 war er Abgeordneter im Greizer Landtag.